# Колесен товарач
Товарачът е вид трактор, пригоден с широка кофа в края на стрелата. Използва се за повдигане и преместване до стотина метра на различни материали. Кофата може да бъде заменена с други устройства, като например устройства за прибиране на сено или слама.
Колесните челни товарачи се отличават от колесните багери по това, че кофата им е обърната напред. Челните товарачи не са подходящи за копаене. В зависимост от модела кофата има обем 3 – 5 m³.
Разговорното наименование на колесния челен товарач е „фадрома“. Името произлиза от полска марка такива товарачи – FADROMA.
Колесните товарачи се използват за прехвърлянето на пясък, мръсотия и кал в камиони, за почистване от отломки и за копаене. Освен това могат да служат като средство за транспорт на строителни материали – тухли, греди и пр.
За разлика от булдозерите, повечето товарачи са на колела. Колелата придават мобилност и не повреждат павираните улици. Съществуват и верижни багери.